# Fritz Klemke
Walter Fritz Klemke (* 24. August 1902 in Berlin; † 19. Januar 1932 in Berlin-Reinickendorf) war ein Arbeiter und Opfer des Nationalsozialismus in der Weimarer Republik. Er ist Namensgeber der Klemkestraße sowie des Klemkeparks in Berlin-Reinickendorf.
Der Felseneck-Prozess, der sich mit dem Tod Klemkes befasste, zählt zu den politischen Skandalen am Ende der Weimarer Republik, da trotz des klaren Sachverhalts des Mordes die Beteiligten durch eine Weihnachtsamnestie entlastet wurden. Der Totschlag oder Totschlagsversuch galten seitens des Gerichts als nicht erwiesen. Die Verantwortlichen wurden nicht zur Verantwortung gezogen. Das Gerichtsurteil sieht als Auslöser für die gewaltsame Konfrontation beidseitig verbreitete Gerüchte über einen geplanten Überfall auf das jeweils andere Lager.

## Leben
Klemke war als Sohn des Arbeiters Gotthold Paul Klemke und dessen Ehefrau Anna geb. Ulbrich in der Soldiner Straße 34 in Gesundbrunnen geboren. Seit dem 20. Dezember 1928 war er mit der Arbeiterin Marie Luise Franziska geb. Blümel verheiratet. Zu diesem Zeitpunkt waren sie amtlich in der Winterstraße 8 gemeldet. 1929 verlor Klemke seinen Beruf als Bauarbeiter und wurde anschließend arbeitslos. Daraufhin zimmerte sich Klemke eine Laube in der Kolonie Felseneck am Büchsenweg gegenüber dem heutigen Breitkopfbecken für sich und seine Ehefrau zusammen. Klemke erhielt eine wöchentliche Arbeitslosenhilfe von 10,80 Mark. Die Kolonie Felseneck war eine Laubenkolonie von etwa 100 selbst gezimmerten Lauben bzw. Bretterverschlägen von arbeitslosen und verarmten Menschen, die auch in Teilen an den Folgen der Weltwirtschaftskrise litten. Die Sanitärversorgung war in diesen Kolonien meist unzureichend. Aufgrund dieser prekären Lebensbedingungen hatten viele Bewohner meist eine kommunistische Überzeugung. So auch Klemke, welcher drei Tage vor dem Überfall, am 15. Januar 1932, bei einer Lenin-Liebknecht-Luxemburg Gedenkfeier Mitglied der KPD wurde. Einige waren auch in kommunistischen Kampfgruppen organisiert. Anscheinend war Klemke als Mitglied des Kampfbund gegen den Faschismus schon polizeibekannt.

## Überfall auf die Laubenkolonie Felseneck

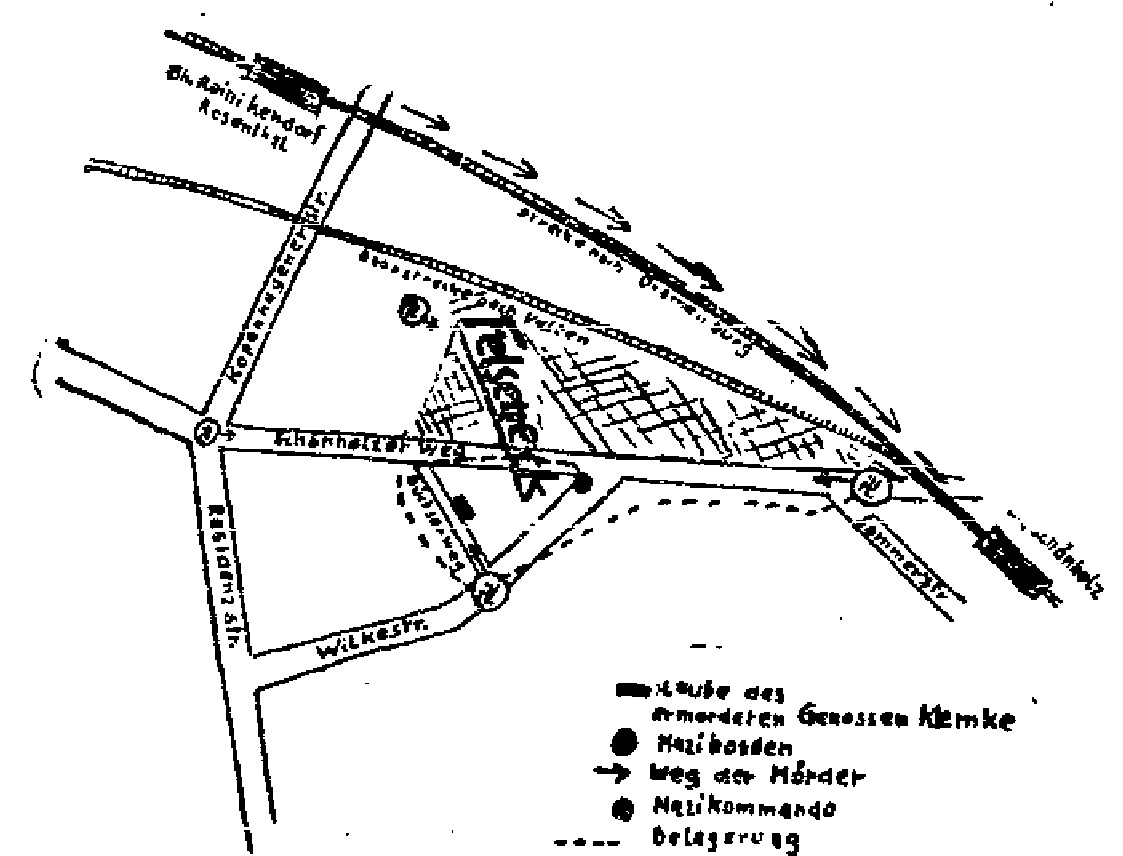
Lageplan des Überfalls auf die Kolonie Felseneck

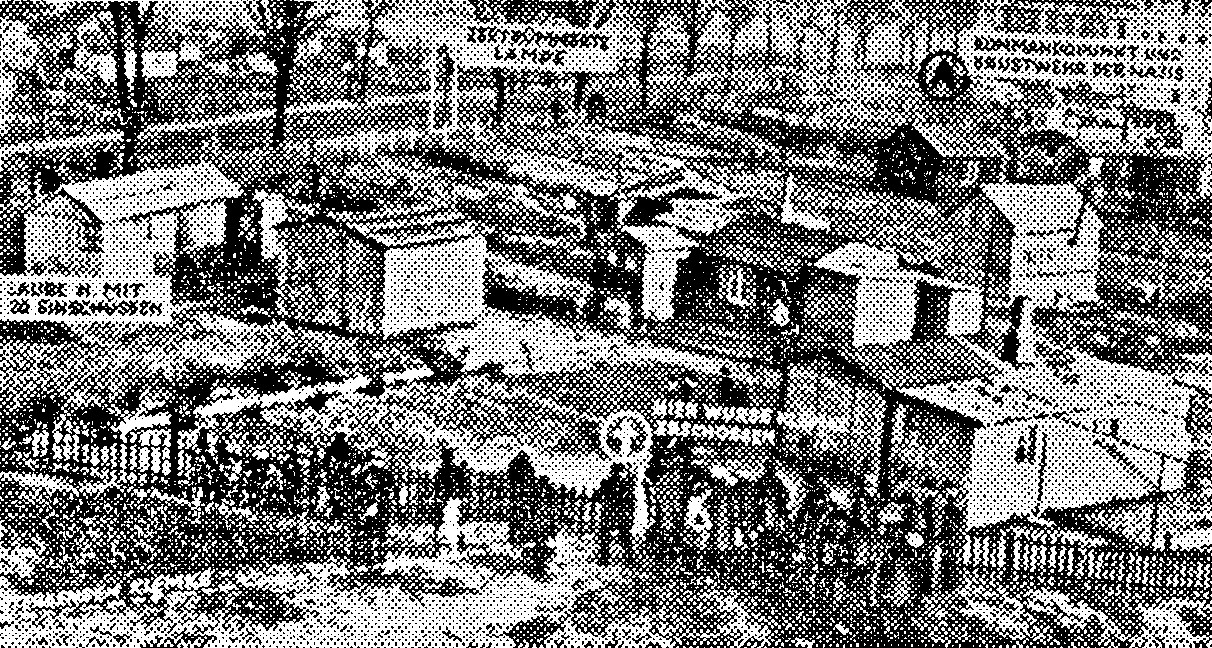
Tatort, an welchem Klemke getötet wurde

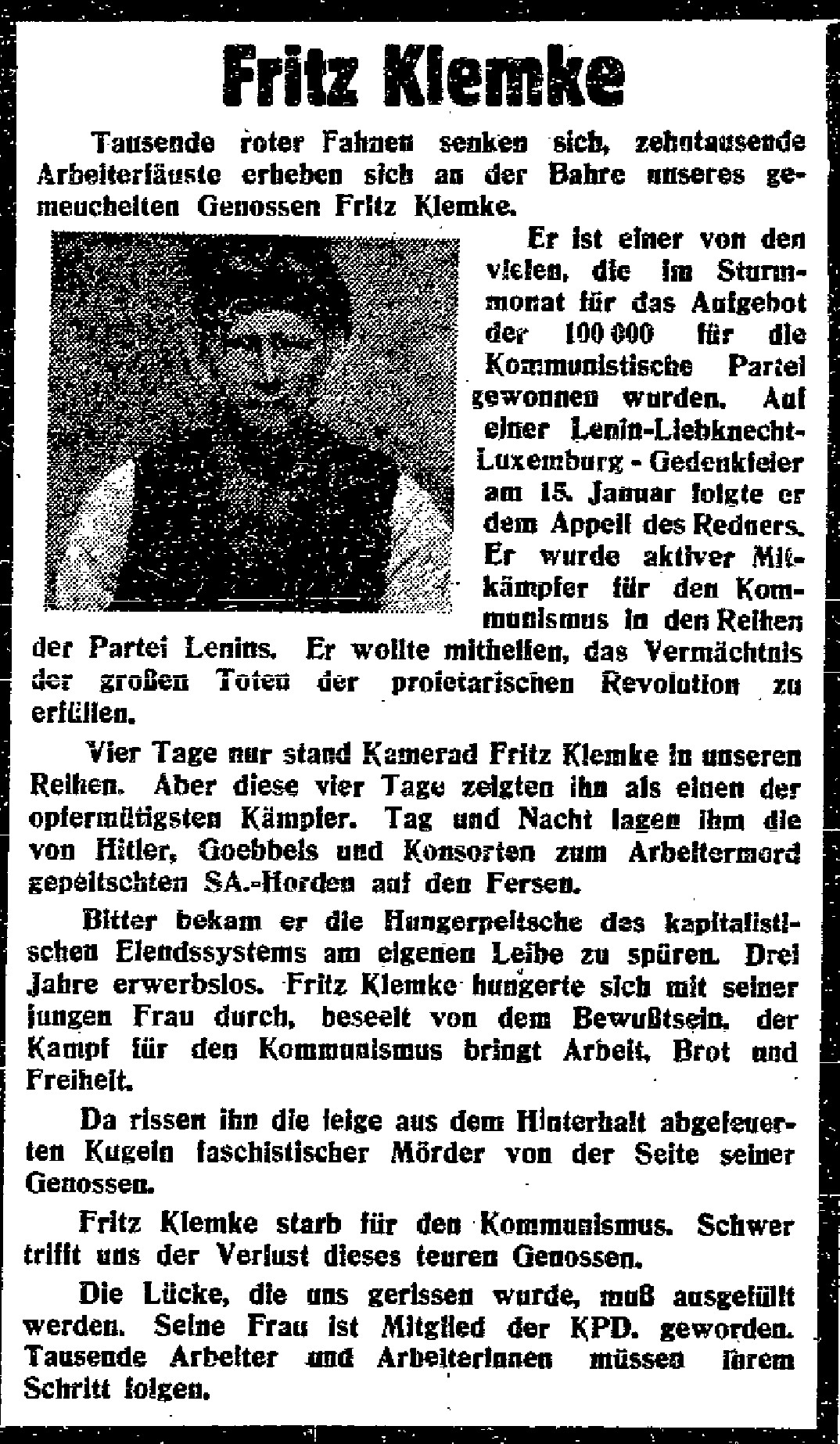
Nachruf auf Fritz Klemke

Der Überfall ereignete sich in der Nacht vom 18. zum 19. Januar 1932, wobei die Lauben-Kolonie Felseneck von SA-Männern des Sturmbanns III der Standarte 4 Berlin-Waidmannslust attackiert wurde.
Der Überfall auf die Kolonie Felseneck ging von einem SA-Sturmabend des Sturmbannführers Werner Schulze-Wechsungen im Restaurant Bergschloss in Waidmannslust am 18. Januar aus. Nach Versammlungsschluss marschierten 150 SA-Mitglieder, von insgesamt über 200 Teilnehmenden, durch Waidmannslust, Hermsdorf, Frohnau, Tegel, Reinickendorf und Wittenau nicht auf dem kürzesten Wege nach Hause an der Kolonie Felseneck vorbei. Angeblich sollten die in der Kolonie ansässigen SA-Männer schützend nach Hause begleitet werden. Von den ca. 150 SA-Männern wohnten wenige in Reinickendorf-Ost, die meisten kamen aus den Ortsteilen Frohnau, Hermsdorf und Heiligensee, entgegen der Marschrichtung. Der SA-Sturmbannführer Schulze-Wechsungen endete seine Rede im Restaurant Bergschloss mit den Worten „Wir haben noch eine kleine Sache vor. Wenn wir unterwegs Kommune treffen, umlegen! und dann weg. Die Polizei soll sich wundern wenn sie etwas ‚Schwarzes‘ auf der Erde sieht“.
Der Reviervorsteher des Bezirks Waidmannslust hatte dem SA-Marsch Polizeischutz in Form von sechs Polizisten zuzüglich eines gepanzerten Polizeiwagens zugesagt, um Zusammenstöße zu verhindern.
Die aufgeputschten SA-Männer marschierten in kleinen Gruppen, einer „Vorhut“, einem „Nachtrupp“ sowie einer „Nachhut“ die Graf-Roedern-Allee und die Flottenstraße entlang, von wo sie über einen Feldweg nach Schönholz gelangten, um angeblich dort zwei ihrer Mitglieder zu ihrer Wohnung zu begleiten. Anschließend zogen die übrigen Personen durch den Schönholzer Weg (heute Klemkestraße) Richtung Kolonie Felseneck in nun geschlossener Formation. Bei der Annäherung an die Kolonie blieben fünf Polizisten mit dem Polizeiwagen zurück, da die Feldwege durch das Tauwetter unpassierbar waren. Nur ein Polizeibeamter gab in der Laubenkolonie Polizeischutz.
Kurz bevor die Vorhut zum Schönholzer Weg gelangt war, schlug eine Frau in der Laubenkolonie (nach späterer Mitteilung des Kommunistischen Wachdienstes) auf dem Versammlungsplatz die Alarmglocke zur Feuermeldung.
Die Kolonisten hatten für diese Nacht bereits Ausschreitungen gegen sie befürchtet und einen eigenen Wachdienst mit Radfahrerpatrouillen aufgestellt. So berichtete der parteilose Angeklagte Adam später als Vorsitzender des Pflanzenvereins der Kolonie Felsenecke im Prozess von einer Mitgliederversammlung zum Schutz gegen Überfälle seitens der Nationalsozialisten, in welcher das Mitglied Banuscha erläutert, er wurde in der vergangenen Nacht von Nationalsozialisten angerempelt und abgetastet. Es wurde gefragt ob er Klemke sei und Manchesterhosen habe. Die Nationalsozialisten drangen erst von ihm ab, als einer der Führer bestätigte er sei nicht Klemke.
Beim Erreichen der Kolonie Felseneck kommandierte Sturmbannführer Schulze-Wechsungen „Schützenlinie bilden“. Die SA-Männer provozierten die Kommunisten auch durch das Singen nationalsozialistischer Kampflieder oder durch Rufe wie „Moskau verrecke!“.
Es kam zu Auseinandersetzungen mit dem Kampfbund gegen den Faschismus. Die SA-Mitglieder warfen Steine auf einzelne Hütten. Der bei der SA verweilende Polizist rief anscheinend ein Überfallkommando herbei. Die ankommende Polizei leuchtete nach Ankunft die Gegend aus, unternahm jedoch nichts.

### Tod von Fritz Klemke
Der Kolonist Fritz Klemke stellte sich als Mitglied des Kampfbundes der Konfrontation mit den SA-Männern mit einer Zaunlatte entgegen. Er wurde niedergeschlagen und mit Koppel und Riemen siebenmal auf ihn eingeprügelt. Klemke schaffte es unter Zurücklassung der Zaunlatte in Richtung Büchsenweg zu fliehen, wird jedoch eingeholt, umzingelt und nochmals niedergeschlagen. Im Folgenden feuerten die SA-Männer acht Schüsse auf ihn ab, von denen ihn drei tödlich trafen: am Bauch, am Kopf und in das Herz. Klemkes Ehefrau gab später der Roten Fahne an, sie habe die SA-Männer „Rauf mit dem Aas aufs Auto, der Hund lebt ja noch! Schlagt ihn doch tot!“ rufen gehört. Nach der Roten Fahne wurde sein Körper an den Beinen über das Straßenpflaster gezogen und weitere Steinwürfe wurden auf ihn abgegeben.
Die Obduktion ergab, dass der tödliche Schuss als Durchschuss erfolgt war, sodass kein Geschoss gefunden werden konnte. Außerdem wies die Leiche Klemkes noch äußere Verletzungen auf, die auf eine tätliche Auseinandersetzung mit den Nationalsozialisten hinweisen. Nach dem Bericht der Roten Fahne ließen die SA-Männer nach dem Eintreffen von Polizeikräften von seinem Leichnam ab. Die Sterbeurkunde datiert seinen Todeszeitpunkt auf den 19. Januar 1932, vormittags um zwölf ein halb Uhr.

### Tod von Ernst Schwartz
Nachdem die Bewohner der Kolonie Verstärkung aus Reinickendorf-Ost bekommen hatten, kam es zu erneuten Zusammenstößen mit SA-Anhängern. Im Folgenden wurde der am Überfall beteiligte Sturmbannführer Ernst Schwartz an der Flucht gehindert, eingeholt und zu Boden geschlagen. Die Obduktion ergab, dass Schwartz in den Rücken von einem ungewöhnlich großen Dolch in der Herzgegend getroffen wurde. Er erlag später inneren Verblutungen im Krankenhaus.

### Folgen
Die für den Überfall herangezogenen SA-Schläger Wittkowost aus Neu-Heiligensee und Mandaler aus Hermsdorf sowie zwei Polizisten wurden ebenfalls verletzt.

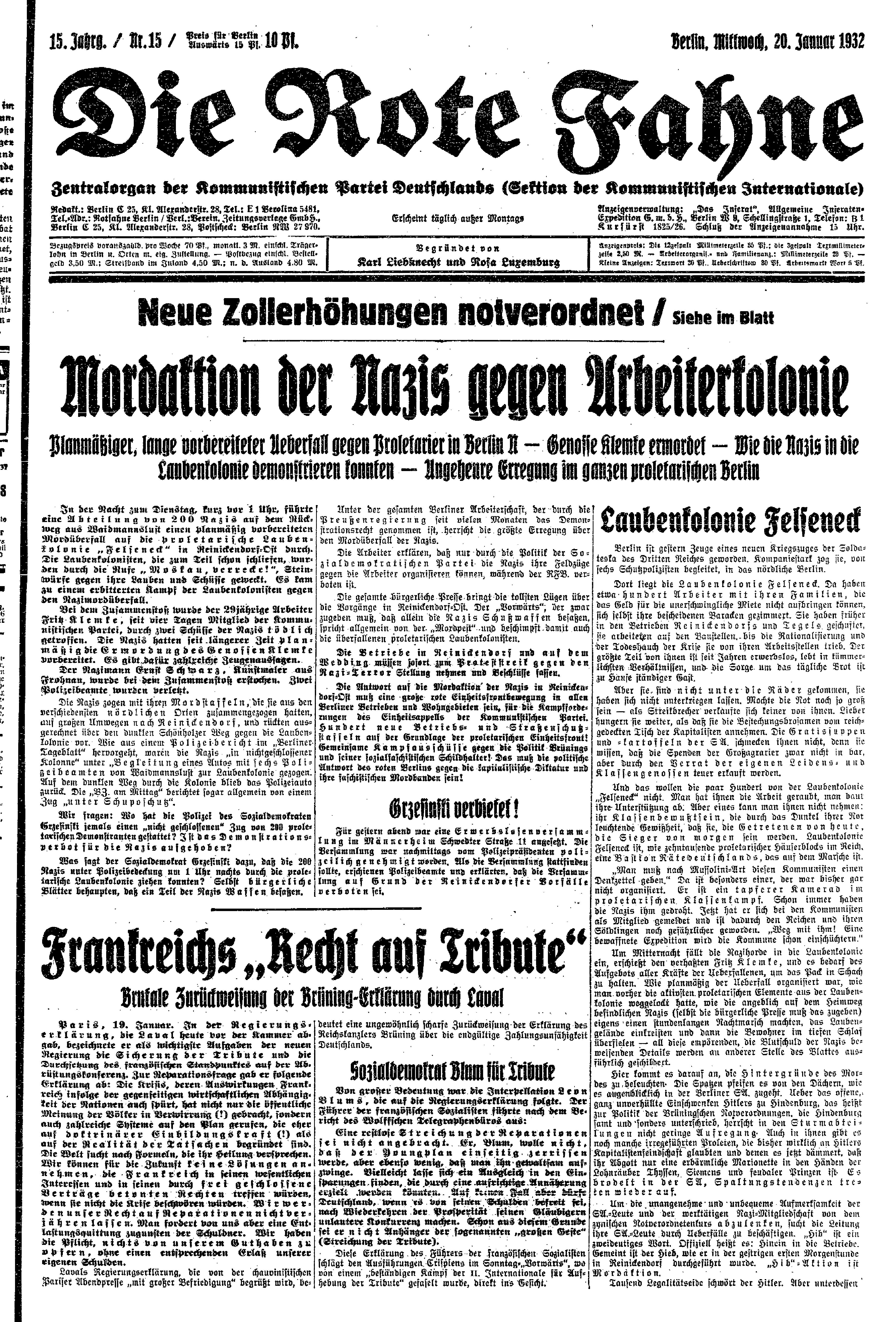
Titelseite der Roten Fahne, vom 20. Januar 1932

Später eintreffende Polizeikräfte nahmen rund 61 Beteiligte beider Seiten fest und brachten alle in das Polizeipräsidium Alexanderplatz. Nach dem späteren Polizeibericht befanden sich darunter 49 Nationalsozialisten und 12 Laubenkolonisten. Die festgenommenen Nationalsozialisten stammten aus: Tegel (10), Reinickendorf-West (7), Waidmannslust (6), Wittenau und Hermsdorf (je 5), Frohnau (4), Lübars und Reinickendorf-Ost (je 3), Heiligensee und Neu-Heiligensee (je 2) sowie aus Rosenthal und Borsigwalde (je einer). Demnach waren 39 Nationalsozialisten mit Wohnort aus den umliegenden Ortsteilen zur Kolonie Felseneck marschiert, 10 wohnten im dortigen Ortsteil Berlin-Reinickendorf.
Am Tag nach dem Überfall fand in der Laubenkolonie eine umfangreiche Razzia statt, die auch zu weiteren Verhaftungen führte.
Am 24. Januar 1932 wurde Klemke bei dem Krematorium Berlin-Wedding beigesetzt. Die Trauerfeier fand rege öffentliche Anteilnahme. Es nahmen circa. 1.500 Personen teil. Die Trauerfeier war für 19:00 Uhr angesetzt. Da gegen 17:30 in der Nähe des Krematoriums von Kommunisten Ansammlungen und Demonstrationszüge gebildet wurden, erließ die Polizei ein Demonstrationsverbot. Im Folgenden wurden mehrere Schupo-Hundertschaften eingesetzt, um gegen 18:30 Uhr die Gerichtstraße, den Nettelbeckplatz sowie die Kösliner Straße vollständig zu räumen. Die polizeilichen Absperrmaßnahmen konnten erst in den späten Abendstunden beendet werden, da es immer wieder zu Ansammlungen kam.

### Reaktionen

#### Joseph Goebbels
Nach dem Überfall stilisierten sich die Nationalsozialisten als Opfer. So propagierte Goebbels einen Überfall seitens der Kommunisten: Die unter dem Einfluss Moskaus stehende »rote Mordpest« habe durch planmäßige Hetze zu Gewalttätigkeiten gegen Nationalsozialisten aufgefordert. Trotz des mutigen Einsatzes der SA-Leute habe das rote Verbrechergesindel in Felseneck zum wiederholten Male einen deutschen Soldaten gemeuchelt.

#### Die Rote Fahne
Die Rote Fahne berichtete andererseits von einem geplanten Überfall der Nationalsozialisten: „Planmäßig vorbereiteter Mordüberfall auf die Proletarische Laubenkolonie Felseneck […] Die Nazis hatten seit längerer Zeit planmäßig die Ermordung des Genossen Klemke vorbereitet.“ In den folgenden Monaten wurde eine Hass-Kampagne entfesselt und zum „Proletarischen Massenselbstschutz“ aufgerufen.

#### Polizeibericht
Der am 21. Januar 1932 veröffentlichte Bericht des Berliner Polizeipräsidenten stellt eine Schuld seitens der Nationalsozialisten fest:

„Die Ermittlungen der Polizei über die Vorgänge in der Kolonie in Berlin-Reinickendorf, die zwei Todesopfer forderten, haben ergeben, daß die politische Schuld auf Seiten der Nationalsozialisten liegt.“

Die Teilnehmer der Mitgliederversammlung haben sich nach Versammlungsschluss in Waidmannslust nicht auf dem kürzesten Weg nach Hause begeben, sondern sind vielmehr in losen Gruppen die Graf-Roedern-Allee und die Flottenstraße entlanggezogen. Sie zogen entlang der den Schönholzer Weg durch die Kolonie Felseneck.

„Ganz offenbar hat das provozierende und bedrohliche Auftreten der Nationalsozialisten zu dem Zusammenstoß, zur Schießerei und zur Schlägerei in der Straße geführt.“

Eine unter Hinweis von der Polizei angefertigte Skizze des Weges der Nationalsozialisten lässt erkennen, dass

„andere Absichten bei den Nationalsozialisten maßgeben gewesen sein müssen“

## Felseneck-Prozess

### 1. Prozess
Der Prozess, häufig Felseneck-Prozess genannt, begann am 20. April 1932. Unter der Leitung des Landgerichtsdirektors Bode wurden anscheinend 24 Personen vor dem Schwurgericht des Landgerichts III angeklagt; einer Angabe zufolge 8 SA-Männer und 16 Kolonisten. 15 von den Kolonisten wurden wegen Totschlags an dem Sturmbannführer Schwartz und 4 der SA-Männer wegen schweren Landfriedensbruchs und unerlaubten Waffenbesitzes angeklagt.
Als Verteidiger für die Kolonisten trat Rechtsanwalt Hans Litten im Auftrag der Roten Hilfe auf. Anfang Februar veröffentlichte er in der Roten Fahne einen Aufruf für Zeugen, die „sachdienliche Angaben über den nationalsozialistischen Überfall auf die Kolonie ‚Felseneck’ […] machen können“.
Aufgrund von weiteren Ermittlungen der Staatsanwaltschaft wurde am 30. April 1932 der Metallschleifer Melchers festgenommen. Er war Mitglied des Sturms 42 und der NSDAP. Weiter steht er im Verdacht, den tödlichen Schuss auf Klemke abgegeben zu haben.
Am 4. Mai wurde der ehemalige Nationalsozialist Meyer verhaftet unter dem Verdacht, an der Tötung von Klemke beteiligt gewesen zu sein.
Nach rund einem Monat am 20. Mai wird die Vernehmung der 24 Angeklagten, sechs Nationalsozialisten und 18 Kommunisten, beendet. Das Gericht wird nun die Beweisaufnahme beginnen.
Am 26. Mai 1932 teilte der Rechtsanwalt Hans Litten im Namen der Roten Hilfe dem Schwurgericht mit, dass es ihm gelungen sei, den mutmaßlichen Mörder Klemkes festzustellen. Um den Täter nicht zu warnen, nannte Litten den Namen nicht in der Öffentlichkeit. Das Schwurgericht unterbrach die Sitzung und Litten teilte den Namen dem Staatsanwalt Stenig mit. Eine weitere Aussetzung der Verhandlung wurde als nicht erforderlich angesehen, sodass die Beweisaufnahme mit der Vernehmung der Polizisten fortgesetzt wurde.
Die Vernehmung der Polizisten wurde am 27. Mai fortgesetzt. Dabei wurden zwei Polizisten vernommen. Namentlich der Polizist Morkisch sagte aus, dass von einer aggressiven Betätigung der Kommunisten der Kolonie nicht gesprochen werden kann. Weiter teilte er mit, dass die Tatsache, dass in der Gegend kein Nationalsozialist wohne, daraufhin deute, dass der Umweg über die Kolonie in der bewussten Absicht eines Überfall gewählt worden ist. Auch merkte er an, dass von den Zusammenstößen her die Erwartung eines Angriffes durchaus erklärlich sei. Der Polizist teilt des Weiteren als Zeuge mit, dass sich nach dem Überfall die Kolonisten der Polizei mit sachdienlichen Hinweisen zur Verfügung gestellt haben.
Durch diese Aussage wurden die Kolonisten sehr stark entlastet, weshalb der Verteidiger der Nationalsozialisten, Rechtsanwalt Plettenberg zu einem Angriff überging. Dieser deutete die Angaben des Polizisten als wertlos. Der Staatsanwalt erklärte im folgenden, dass die Staatsanwaltschaft auf die Verwertung der Ansichten dieses Zeugen keinerlei Wert lege.
Am 28. Mai teilte die Welt am Abend mit, dass der genannte Täter, der Nationalsozialist Grewen, aufgrund von Unterlassung der sofortigen Festnahme seitens der Staatsanwaltschaft entkommen sei.
Am 31. Mai wurde der Polizeiwachtmeister Oldenstedt vernommen. Die Verteidigung erstatte bereits eine Meineidsanzeige, da er im Verdacht steht, dem Nationalsozialist Grewen, dem vermeintlichen Täter, die Pistole überreicht zu haben. Oldenstedt steht somit im Verdacht, Beihilfe zum Mord geleistet zu haben Weiterhin soll der Polizeiwachtmeister ein schwer kompromittierendes Telefongespräch zur Alarmierung eines Überfallkommandos im Beisein eines Nationalsozialisten geführt haben, in welchem er äußerte: „Hier ist Theo, wir sind von Kommunisten überfallen worden“.
Bei einer erneuten Vernehmung des Polizisten Morkisch, warf Hans Litten der Staatsanwaltschaft vor, dass sie sich als Offizialverteidigung der angeklagten Nationalsozialisten fühle.
Litten wurde im weiteren Verlaufe „wegen Sabotage“ aus der weiteren Verhandlung ausgeschlossen, was er aber durch eine Beschwerde beim Kammergericht rückgängig machen konnte. Der Einfluss der Nationalsozialisten auf den Staat und die Exekutive war inzwischen so gewachsen, dass die Vorsitzenden des Gerichts im September Litten als befangen erklärten. Der erste Prozess musste eingestellt werden, da ein Vorsitzender und ein Beisitzer ihre Ämter niederlegten.

### 2. Prozess
Eine Berufungsverhandlung begann am 17. Oktober 1932 vor einem neu zusammengestellten Schwurgericht unter Vorsitz des Landgerichtsdirektors Böhmert. Der wieder als Verteidiger zugelassene Hans Litten soll im Verlauf des Prozesses Zeugen, die belastendes Material gegen KPD-Mitglieder hervorbringen wollten, mit Drohungen und Versprechungen beeinflusst haben. Als erste Einflussversuche bekannt wurden, beschlossen die Richter, Rechtsanwalt Litten wegen des „Verdachtes der Zeugenbeeinflussung“ nicht zuzulassen. Eine Beschwerde gegen diesen Beschluss sowie den Antrag auf Befangenheit wurden abgelehnt. Zugleich schied am ersten Verhandlungstag der nationalsozialistische Verteidiger Dr. Plettenberg aus und erklärte zugleich seinen Austritt aus der NSDAP. Da es auch in der zweiten Verhandlung vermehrt zu handgreiflichen Zusammenstößen beider Lager kam, schloss der Landgerichtsdirektor Böhnert letztendlich fünf kommunistische Angeklagte wegen fortgesetzter Störung von der direkten Teilnahme bis zum Urteilsspruch aus. Nach rund zwei Monaten wurden die Beweisaufnahme sowie die Zeugenbefragungen beendet.
Staatsanwaltsrat Paul Stenig, Vorsitzender der Staatsanwaltschaft stellte am 15. Dezember 1932 mehrere Strafanträge: acht Jahre Haft und einen Monat Zuchthaus mit fünf Jahren Ehrverlust gegen den Kommunisten Andres wegen Raufhandels in Tateinheit mit vollendetem und versuchtem Totschlag sowie wegen unbefugter Stichwaffenführung; gegen drei andere Kommunisten wurden jeweils sechs Jahre und sechs Monate Zuchthaus beantragt. Zwei Jahre und sechs Monate sowie drei Jahre Ehrverlust gegen die sechs Nationalsozialisten Grosset und Knuth wegen Raufhandels in Tateinheit mit versuchten Totschlag, gegen zwei weitere Nationalsozialisten wurden je zwei Jahre und drei Monate Zuchthaus sowie drei Jahre Ehrverlust beantragt. Der fünfte SA-Anhänger sollte zwei Jahre ins Zuchthaus kommen und für den sechsten Nazi beantragte die Staatsanwaltschaft Freispruch.

### Urteil
Das Urteil wurde durch das Schwurgerichts im Saal 664 des Kriminalgerichts Turmstraße um 15:00 Uhr am 22. Dezember 1932 verkündet. Demnach wurden die kommunistischen Angeklagten Becker und Schön aufgrund von Diebstahls des Fahrrades eines SA-Mannes zu sechs Monaten Zuchthaus verurteilt. Jedoch wurde diese Strafe schon durch die Untersuchungshaft verbüßt. Gegen die restlichen Angeklagten wurde das Verfahren aufgrund des Inkrafttretens der Weihnachtsamnestie durch den Reichskanzler Kurt Schleicher eingestellt.

„Die Angeklagten Becker und Schön werden wegen Diebstahls zu je sechs Monaten Gefängnis verurteilt. Die Strafe gilt als durch die Untersuchungshaft verbüßt. Die Angeklagte Kaiser wird von der Anklage des Diebstahls freigesprochen. Gegen alle Angeklagten wird im übrigen auf Grund des Amnestiegesetzes das Verfahren eingestellt.“

Die Begründung für das Urteil lautete:

„Da Raufhandel, Körperverletzung, Landfriedensbruch, Schußwaffenvergehen und Waffenmißbrauch unter die Amnestie fielen, und da Totschlag oder Totschlagsversuch nach dem Ergebnis der Beweisaufnahme vom Gericht nicht angenommen werden könne, müsse mit Ausnahme der abgeurteilten Diebstahlsfälle das Verfahren auf Kosten der Staatskasse eingestellt werden.“

Die Täter, die den Tod des Arbeiters Fritz Klemke und den des Sturmbannführers Ernst Schwartz verursacht haben, konnten nicht identifiziert werden, da das Gericht den Tatbestand des Totschlags nicht als erwiesen ansah. Hinweise auf geplante Überfälle auf das jeweils andere Lager konnte das Gericht nicht feststellen. Vielmehr kamen die Richter zu dem Ergebnis

„daß beide Parteien aus dem Wahn heraus, vom Gegner überfallen zu werden, handelten und somit auf keiner Seite böse Absicht, sondern eine gemeinsame Furcht voreinander die Wurzel des Unglücks wurde.“

## Nachgeschichte
Die 1933 erfolgte Machtergreifung der Nationalsozialisten führte zur Verhaftung des Verteidigers Hans Litten. Er kam in das KZ Dachau und wurde dort 1938 ermordet.
Die Nationalsozialisten werteten den Überfall als eine von ihren Heldentaten um, indem sie die Straße vor Schönholz in Felseneckstraße umbenannten und für den Sturmbannführer Ernst Schwartz einen Gedenkstein enthüllten. Darauffolgend wurde sie 1947 in Klemkestraße umbenannt.
Im Jahr 1956 wurde der Leiter des KZ Oranienburg und SA-Oberstandartenführer Werner Schulze-Wechsungen in West-Berlin in einem Berufungs-Prozess für den Mord an Fritz Klemke und den Überfall auf die Kolonie Felseneck verantwortlich gemacht. Er war der Anführer der Truppe gewesen, die die Felseneckkolonie 1932 überfallen hatte. Schulze-Wechsungen hatte Fritz Klemke töten lassen. Das West-Berliner Gericht verurteilte ihn zu einer Geldstrafe von 40.000 DM.